# Episodi di C'era una volta (seconda stagione)
La seconda stagione della serie televisiva C'era una volta, composta da 22 episodi, è stata trasmessa negli Stati Uniti per la prima volta dall'emittente ABC dal 30 settembre 2012 al 12 maggio 2013.
In Italia, il primo episodio della stagione è andato in onda in anteprima sul canale satellitare Fox il 25 dicembre 2012; la stagione completa è stata trasmessa dal 22 gennaio al 18 giugno 2013. In chiaro è trasmessa dal 10 ottobre 2013 su Rai 4. A partire da ora, Emilie de Ravin e Colin O'Donoghue entrano nel cast principale della serie.
L'antagonista di questa stagione è Cora, la Regina di Cuori.
| nº | Titolo originale             | Titolo italiano               | Prima TV USA      | Prima TV Italia  |
| -- | ---------------------------- | ----------------------------- | ----------------- | ---------------- |
| 1  | Broken                       | Spezzato                      | 30 settembre 2012 | 25 dicembre 2012 |
| 2  | We Are Both                  | Chi scegliamo di essere       | 7 ottobre 2012    | 22 gennaio 2013  |
| 3  | Lady of the Lake             | Il lago                       | 14 ottobre 2012   | 29 gennaio 2013  |
| 4  | The Crocodile                | Il coccodrillo                | 21 ottobre 2012   | 5 febbraio 2013  |
| 5  | The Doctor                   | Il dottore                    | 28 ottobre 2012   | 12 febbraio 2013 |
| 6  | Tallahassee                  | Tallahassee                   | 4 novembre 2012   | 19 febbraio 2013 |
| 7  | Child of the Moon            | Figlia della luna             | 11 novembre 2012  | 26 febbraio 2013 |
| 8  | Into the Deep                | L'incantesimo del sonno       | 25 novembre 2012  | 5 marzo 2013     |
| 9  | Queen of Hearts              | Regina di cuori               | 2 dicembre 2012   | 12 marzo 2013    |
| 10 | The Cricket Game             | Il gioco del grillo           | 6 gennaio 2013    | 19 marzo 2013    |
| 11 | The Outsider                 | L'outsider                    | 13 gennaio 2013   | 26 marzo 2013    |
| 12 | In the Name of the Brother   | In nome del fratello          | 20 gennaio 2013   | 2 aprile 2013    |
| 13 | Tiny                         | Scricciolo                    | 10 febbraio 2013  | 9 aprile 2013    |
| 14 | Manhattan                    | Manhattan                     | 17 febbraio 2013  | 16 aprile 2013   |
| 15 | The Queen Is Dead            | La regina è morta             | 3 marzo 2013      | 30 aprile 2013   |
| 16 | The Miller's Daughter        | La figlia del mugnaio         | 10 marzo 2013     | 7 maggio 2013    |
| 17 | Welcome to Storybrooke       | Benvenuti a Storybrooke       | 17 marzo 2013     | 14 maggio 2013   |
| 18 | Selfless, Brave and True     | Impavido, sincero e altruista | 24 marzo 2013     | 21 maggio 2013   |
| 19 | Lacey                        | Lacey                         | 21 aprile 2013    | 28 maggio 2013   |
| 20 | The Evil Queen               | La regina cattiva             | 28 aprile 2013    | 4 giugno 2013    |
| 21 | Second Star to the Right     | Seconda stella a destra       | 5 maggio 2013     | 11 giugno 2013   |
| 22 | And Straight On 'til Morning | E poi dritto fino al mattino  | 12 maggio 2013    | 18 giugno 2013   |

## Spezzato
- Titolo originale: Broken
- Diretto da: Ralph Hemecker
- Scritto da: Edward Kitsis e Adam Horowitz
- Eventi riguardanti: il Principe Filippo, la Principessa Aurora e Mulan
- Nota: l'episodio è interamente ambientato nel presente.

### Trama
Storybrooke, presente. Il Sortilegio Oscuro è stato spezzato e gli abitanti di Storybrooke hanno ritrovato la memoria. Mary Margaret e David possono finalmente stare insieme e riunirsi ad Emma, che però ancora non ha digerito il fatto di essere la figlia di Biancaneve e del Principe Azzurro e di essere stata lasciata da sola per tutta la vita. Una folla di cittadini furenti verso Regina circonda la sua villa per ucciderla e la donna non può difendersi senza i suoi poteri magici. Emma riesce a placare gli animi, e per il bene di tutti rinchiude Regina in cella. Regina rivela che la maledizione ha cancellato quel che era della Foresta Incantata, per questo non sono potuti ritornare indietro. Intanto, Gold, appreso da Belle che Regina l’ha tenuta imprigionata per tutti questi anni mentre lui credeva che fosse morta, medita vendetta, così, nonostante prometta a Belle di non cedere all’odio, evoca uno Spettro Succhia-Anime con il Pugnale dell’Oscuro, e marchia con un talismano Regina, che diventa di conseguenza la preda del demone. Lo Spettro comincia a cercarla seminando il panico a Storybrooke, così Emma, Mary Margaret e David decidono di spedirlo nel vuoto della Foresta Incantata con l’ausilio del cappello di Jefferson. Regina tenta di farlo funzionare, e grazie all’appoggio di Emma, si apre un portale in cui riescono a intrappolare lo spirito, che però trascina con sé anche Emma; pur di non abbandonarla nuovamente, Mary Margaret si getta nel vortice. David promette di ritrovarle, e nel frattempo si occupa di Henry, che allontana Regina per il male che ha fatto.
Foresta Incantata, presente. In uno spazio di Foresta Incantata scampata inspiegabilmente al Sortilegio Oscuro, il Principe Filippo e il suo valoroso compagno di avventure arrivano in un palazzo in decadenza, dove Filippo risveglia la Principessa Aurora, colpita dall’Incantesimo del Sonno, con il Bacio del Vero Amore. Subito dopo, lo Spettro mandato dal cappello attacca i tre, e Filippo lo manda via strappandogli il medaglione usato da Gold per segnare Regina. Purtroppo, Filippo viene marchiato e condannato quindi a morte, ma non ne fa parola né con Aurora, né con il suo armigero, che in realtà è un’audace donna, Mulan. Nella notte, Filippo si sacrifica per Aurora e Mulan, facendosi volontariamente aspirare l’anima dallo Spettro. Le due ragazze, addolorate, portano il corpo di Filippo al castello e Mulan informa Aurora che il pezzo di terra in cui si trovano è riuscito a salvarsi, chissà come, dalla maledizione della Regina Cattiva. Mentre Aurora e Mulan stanno per mettersi in marcia verso il villaggio dove sono gli altri superstiti, trovano tra le macerie del palazzo Emma e Mary Margaret, prive di sensi.
New York, Manhattan, presente. Un uomo riceve una cartolina da Storybrooke su cui c’è scritto “Spezzato”.
- Guest star: David Anders (Dr. Whale), Lee Arenberg (Leroy/Brontolo), Sarah Bolger (Principessa Aurora), Jamie Chung (Mulan), Beverley Elliott (vedova "Granny" Lucas/Nonna), Julian Morris (Principe Filippo), Michael Raymond-James (uomo misterioso), Raphael Sbarge (Dr. Archie Hopper/Grillo Parlante), Keegan Connor Tracy (Madre Superiora/Fata Turchina).
- Ascolti USA: telespettatori 11 360 000 – share 18-49 anni 10%[3]

## Chi scegliamo di essere
- Titolo originale: We Are Both
- Diretto da: Dean White
- Scritto da: Jane Espenson
- Antefatti riguardanti: Regina, Cora e Tremotino

### Trama
Foresta Incantata, passato. Regina non vuole sposare Re Leopold e Cora ostacola i suoi piani di fuga. La ragazza, inoltre, è turbata perché teme che un giorno possa diventare come la madre, così il padre Henry le suggerisce di parlare con l’uomo che istruì Cora con la magia, ovvero Tremotino. Preso il libro degli incantesimi di Cora, Regina chiama a sé il Signore Oscuro, che nota un forte potenziale nell’animo della ragazza, e le assegna uno specchio che funge da portale tra i mondi con cui isolare la madre in un "insignificante mondo". Regina sposa alla fine Re Leopold, e qualche giorno dopo decide di spingere Cora attraverso lo specchio, che subito si frantuma in mille pezzi, facendo scomparire per sempre la strega dalla sua vita. Regina ammette che usare la magia le è piaciuto molto, per cui inizia l’apprendistato con Tremotino per imparare a gestirla meglio e non sottostare più agli ordini di nessuno.
Storybrooke, presente. La città è nel caos più totale dopo le aggressioni dello Spettro, e la situazione precipita quando Leroy e i Nani scoprono che varcando il confine di Storybrooke si perde di nuovo la memoria. David si prende la responsabilità di guidare i cittadini, di badare a Henry e cerca al tempo stesso un modo per far ritornare Emma e Mary Margaret. Intanto, Regina si fa prestare da Gold il libro di Cora per recuperare la magia, e con essa irrompe nel municipio durante una riunione indetta da David, per riprendersi Henry. Regina, però, capisce di non poter costringere il figlio ad amarla, e lo lascia andare con David. Quest’ultimo, su consiglio di Henry, va a trovare Jefferson per fargli riparare il cappello distrutto dall’attacco dello Spettro, e Jefferson gli rivela che la Foresta Incantata esiste ancora, ma che non ci sono possibilità di arrivarci. David, poi, riesce a persuadere gli abitanti di Storybrooke volenterosi di abbandonare la città, a restare e a riprendere con la vita di un tempo.
Foresta Incantata, presente. Emma e Mary Margaret, ritenute responsabili di aver portato lo Spettro che ha ucciso Filippo, vengono portate da Aurora e Mulan al rifugio dei sopravvissuti al Sortilegio Oscuro e vengono imprigionate, qui fanno la conoscenza di un'altra prigioniera: Cora.
- Guest star: Tony Amendola (Marco/Geppetto), David Anders (Dr. Whale), Lee Arenberg (Leroy/Brontolo), Sarah Bolger (principessa Aurora), Jamie Chung (Mulan), Beverley Elliott (vedova "Granny" Lucas/Nonna), Barbara Hershey (Cora), Tony Perez (principe Henry), Sebastian Stan (Jefferson/Il Cappellaio Matto), Raphael Sbarge (Dr. Archie Hopper/Grillo Parlante), Keegan Connor Tracy (Madre Superiora/Fata Turchina).
- Ascolti USA: telespettatori 9 840 000 – share 18-49 anni 9%[4]

## Il lago
- Titolo originale: Lady of the Lake
- Diretto da: Milan Cheylov
- Scritto da: Andrew Chambliss e Ian Goldberg
- Antefatti riguardanti: Biancaneve, il Principe Azzurro, Lancillotto e Ruth

### Trama
Foresta Incantata, passato. L’accampamento dell’esercito di Biancaneve e James viene assaltato dall'esercito di Re George, e il comandante avversario, Lancillotto, ex membro dei Cavalieri della Tavola Rotonda di Camelot, cattura e porta Biancaneve al cospetto del sovrano. George, per infliggere a James le sue stesse sofferenze nel non aver mai potuto avere un figlio, fa bere a Biancaneve, con l’inganno, dell’acqua maledetta che la rende sterile. Lancillotto, disgustato da tanta crudeltà, tradisce George e aiuta Biancaneve a raggiungere la casa di Ruth, madre di James, dove il re ha mandato degli uomini ad ucciderla. James deve combatterli da solo, e riesce a batterli, ma Ruth viene colpita da una freccia avvelenata. In quel momento arrivano anche Biancaneve e Lancillotto e insieme decidono di incamminarsi per il Lago di Nostos e salvare Ruth con le sue acque magiche. In un momento di intimità, Biancaneve svela a Ruth la verità su quello che le ha fatto Re George, e l’anziana donna la rassicura che le acque del lago potranno guarire anche lei. Purtroppo, però, il Lago di Nostos è stato prosciugato in seguito alla morte della sirena guardiana uccisa da James mentre cercava di aiutare Abigail, ma per fortuna, Lancillotto trova le ultime gocce in una conchiglia. Biancaneve rinuncia ad esse per salvare la vita di Ruth, ma sembra che l’acqua non sortisca alcun effetto sulla donna. In punto di morte, Ruth esprime il desiderio di vedere il figlio sposato, così Lancillotto si improvvisa officiante per unire Biancaneve e James in matrimonio, e così Ruth muore serenamente. Più tardi, Biancaneve scopre sorpresa che il ciondolo incantato di Ruth, che può riferire il sesso del futuro nascituro, le annuncia che in futuro diventerà mamma di una bambina. Questo perché Ruth non ha mai bevuto le gocce del lago di Nostos ma, con l'aiuto di Lancillotto, le ha date di nascosto a Biancaneve per permetterle un giorno di avere dei figli. Biancaneve e James sono felicissimi di sapere che un giorno diventeranno genitori, grazie al sacrificio di Ruth.
Storybrooke, presente. Henry, disposto a tutto pur di far ritornare Emma e Mary Margaret, ruba a Regina le chiavi del suo antro per cercare qualcosa di magico con cui aggiustare il cappello di Jefferson. David, avvertito da Regina, corre dal nipote prima che possa succedergli qualcosa, ma apprezza il suo coraggio, così gli promette di insegnargli a tirare di spada. Mentre David e Henry giocano allegri, Albert Spencer li osserva con sguardo cupo da lontano. Intanto, Jefferson, stimolato da Henry, si ricongiunge finalmente con l’amata figlia Grace.
Foresta Incantata, presente. Mary Margaret mette in guardia Emma sulla malvagità di Cora, e poi, madre e figlia vengono ricevute dal comandante del rifugio, che è proprio Lancillotto, e chiariscono con lui il loro agire in buona fede. Lancillotto crede alle due, le libera e decide di aiutarle a tornare a casa. Così Emma e Mary Margaret si incamminano verso il castello di Biancaneve per utilizzare la teca che spedì Emma e Pinocchio nel Mondo Reale 28 anni prima, e Lancillotto affida a Mulan il compito di accompagnarle. Durante il tragitto, Aurora segue di nascosto il trio per punire Emma e Mary Margaret per la morte di Filippo, ma le quattro devono vedersela con un Orco, ucciso infine da Mary Margaret. Le ragazze arrivano al castello e trovano la teca intatta, ma appare Lancillotto, che le aveva pedinate, e che si rivela in realtà Cora trasformata, la quale ha apparentemente ucciso il vero cavaliere. Anche Cora, come loro, vuole andare a Storybrooke per riunirsi a Regina, ma Emma si vede costretta a bruciare la teca per impedirglielo. Ormai prive di un portale Emma e Mary Margaret sono decise a trovare un altro modo per tornare a casa e Mulan e Aurora si offrono di aiutarle. Emma, nel frattempo, ha capito che i genitori hanno rinunciato a tutta la loro vita per salvare lei, e gliene è grata. Dopo che le quattro donne lasciano il palazzo, Cora si ripresenta per raccogliere le ceneri della teca.
- Guest star: Sarah Bolger (Aurora), Jamie Chung (Mulan), Alan Dale (Re George), Barbara Hershey (Cora), Sebastian Stan (Jefferson/Il Cappellaio Matto), Gabrielle Rose (Ruth), Sinqua Walls (Lancillotto).
- Ascolti USA: telespettatori 9 450 000 – share 18-49 anni 8%[5]

## Il coccodrillo
- Titolo originale: The Crocodile
- Diretto da: David Solomon
- Scritto da: David H. Goodman e Robert Hull
- Antefatti riguardanti: Tremotino/il Coccodrillo, Milah e Killian Jones/Capitan Uncino

### Trama
Foresta Incantata, passato. Tremotino è un uomo storpio e costantemente umiliato dalla moglie Milah per essersi ritirato dalla Guerra degli Orchi. Una sera, Milah conosce in una taverna l’affascinante capitano Killian Jones, che la conquista con i suoi racconti di viaggi. Una donna avverte Tremotino che Milah è stata presa in ostaggio dai pirati di Killian e Tremotino va a supplicare che gli venga restituita la moglie, ma il capitano sfida l'uomo a duello per la donna. Tremotino non ne ha il coraggio, così Killian lo deride e salpa via con Milah. Parecchio tempo dopo Tremotino, già diventato il Signore Oscuro, viene avvicinato da un ladruncolo che gli dice di sapere chi possiede l'ultimo fagiolo magico e che può farglielo avere in cambio dell’eterna giovinezza, così i due si danno appuntamento al giorno dopo. Nella taverna dove ha appuntamento con l'uomo Tremotino riconosce Killian e, preso dalla voglia vendetta, lo sfida a duello, ma prima che possa ucciderlo sopraggiunge Milah, viva e vegeta. La donna rivela di essersi innamorata di Killian e di averlo seguito volontariamente nelle sue avventure, e stringe un patto col Signore Oscuro per essere lasciati liberi entrambi, in cambio del fagiolo magico di cui parlava con l'uomo della locanda. Tremotino accetta, ma furioso per il fatto che sua moglie ha abbandonato Baelfire oltre che lui, alla fine uccide Milah e mozza la mano sinistra a Killian, che gli affibbia il nomignolo di “Coccodrillo” a causa della sua pelle, e che giura vendetta per Milah. Tornato alla sua nave Killian indossa sul moncherino un uncino, prendendo il nome di Capitan Uncino, e accoglie a bordo della sua nave il cliente di Tremotino, Spugna, per poi usare il fagiolo magico per aprire un portale diretto verso l’Isola che non c’è, luogo dove mai invecchieranno.
Storybrooke, presente. Belle teme che Gold sia di nuovo ossessionato dal potere quando lo vede praticare la magia nel seminterrato di casa, e dinanzi ai rifiuti dell’uomo di rivelarle cosa sta facendo, Belle scappa via e si rifugia da Granny, dove fa amicizia con Ruby, che le propone di prendersi cura della biblioteca abbandonata. Tuttavia, Belle viene rapita da Spugna, che lavora per Moe, padre della ragazza, il quale, per liberare la figlia dall’affetto per Tremotino, vuole farle varcare il confine cittadino così che perda la memoria. Gold, intanto, cerca Belle dappertutto e chiede aiuto a David, i due vengono guidati dall’olfatto da lupo di Ruby nel negozio di Moe. Capito il piano di French, Gold interviene giusto in tempo prima che la ragazza possa oltrepassare il confine della città, ma Belle è comunque delusa e ferita sia dal comportamento di Gold che da quello del padre. Gold, allora, le procura le chiavi della biblioteca e si scusa con lei, spiegandole che, quando Belle l’ha sorpreso in cantina, stava elaborando un controincantesimo che gli consentisse di lasciare Storybrooke, con i ricordi immutati, per andare a cercare Baelfire, sperduto da qualche parte nel mondo. Belle, così, lo perdona e i due si riappacificano. Gold, però, tiene prigioniero Spugna, al quale domanda dove si trovi Capitan Uncino, e lui lascia intendere che il pirata non è stato colpito dal Sortilegio Oscuro e quindi non è mai arrivato a Storybrooke.
Foresta Incantata, presente. Su di una spiaggia, Uncino è ancora in circolazione ed in combutta con Cora per trovare un mezzo con cui raggiungere Storybrooke: lei per rivedere Regina, e lui per vendicarsi di Tremotino.
- Guest star: Lee Arenberg (Leroy/Brontolo), Chris Gauthier (William "Spugna"), Barbara Hershey (Cora), Eric Keenleyside (Moe French/Sir Maurice), Colin O'Donoghue (Killian Jones/Capitan Uncino), Rachel Shelley (Milah).
- Ascolti USA: telespettatori 9 890 000 – share 18-49 anni 8%[6]

## Il dottore
- Titolo originale: The Doctor
- Diretto da: Paul Edwards
- Scritto da: Edward Kitsis & Adam Horowitz
- Antefatti riguardanti: Regina e il Dottor Victor Frankenstein

### Trama
Foresta Incantata, passato. Regina sta prendendo lezioni di magia da Tremotino, ma non ha la cattiveria giusta per strappare i cuori. L’unica ragione per cui vuole imparare ad usare la magia è resuscitare Daniel, impresa, secondo Tremotino, impossibile. Jefferson le racconta di un uomo, una specie di strano “mago” che potrebbe fare al caso suo. L’uomo, cioè il Dottor Victor Frankenstein, che preferisce la scienza alla magia, dà ottime speranze di riuscita a Regina, ma ha bisogno di un cuore incantato per l’operazione. Regina gliene fa avere uno dalla collezione di Cora, ma purtroppo il procedimento sembra fallire, così, persa ogni speranza, Regina sfoga la propria rabbia sbriciolando il cuore di un’allieva di Tremotino e riprende l’addestramento. In verità, fin dall’inizio, Tremotino e Victor avevano un accordo: per il dottore, il cuore incantato per i suoi esperimenti, e per il Signore Oscuro, un aiuto per far emergere il lato oscuro di Regina. Ritornato nel suo Mondo in Bianco e Nero, Victor procede con il suo esperimento per far rivivere il fratello morto, e grazie al cuore ottenuto da Regina, l'operazione riesce dando così vita alla sua creatura.
Storybrooke, presente. Regina è decisa a redimersi e si sottopone a delle sessioni con Archie, mentre Whale (Frankenstein) vuole che lei lo riporti nel suo mondo per ritrovare il fratello, ma Regina gli dice che non può farlo. Regina, poco dopo, crede di vedere Daniel aggirarsi per la città, e scopre che il suo corpo, preservato magicamente nel mausoleo di famiglia, è sparito, così si dirige da Whale, convinta che sia opera sua. Il dottore ammette di essere riuscito a riportare in vita Daniel con uno dei cuori del caveau, ma qualcosa è andato storto, poiché Daniel è diventato un mostro violento e gli ha strappato un braccio. Regina si rende conto che, come quando David uscì dal coma, Daniel sta ripercorrendo i passi della sua vecchia vita, e quindi si starà dirigendo alle stalle, ultimo luogo che vide prima che Cora lo uccidesse. Fuori di sé, Daniel aggredisce Henry, che si trovava lì per curare il cavallo regalatogli da David. Il nonno e Regina arrivano in tempo per salvarlo, e Regina spera, invano, di poter risvegliare la coscienza dell’amato, ma Daniel, pur riconoscendola per un attimo, non è in se e sta soffrendo, così per mettere fine al dolore dell'uomo, in lacrime, lo uccide, perdendolo per la seconda volta. Whale è spinto ad ammettere che la magia è migliore della scienza per farsi riattaccare il braccio da Gold.
Foresta Incantata, presente. Emma, Mary Margaret, Mulan e Aurora tornano all’accampamento e lo trovano completamente distrutto da Cora, la quale ha anche ucciso tutti i rifugiati. Tra i cadaveri trovano un uomo ancora vivo che dice di essere un fabbro sfuggito all’ira di Cora, ma che in realtà è Uncino. Emma non si fida di lui, e messo alle strette, Uncino rivela la verità, e si propone per aiutarle a trovare una bussola magica, desiderata anche da Cora, con la quale è possibile raggiungere Storybrooke. Seppur titubante, il gruppo accetta e Uncino le guida fino ad un’enorme pianta di fagioli, in cima alla quale potranno recuperare la bussola custodita da un Gigante.
- Guest star: David Anders (Dr. Whale/Dr. Victor Frankenstein), Noah Bean (Daniel), Sarah Bolger (Principessa Aurora), Jamie Chung (Mulan), Colin O'Donoghue (Killian Jones/Capitan Uncino), Raphael Sbarge (Dr. Archie Hopper/Grillo parlante), Sebastian Stan (Jefferson/Il Cappellaio Matto).
- Ascolti USA: telespettatori 9 850 000 – share 18-49 anni 8%[7]

## Tallahassee
- Titolo originale: Tallahassee
- Diretto da: David M. Barrett
- Scritto da: Christine Boylan e Jane Espenson
- Antefatti riguardanti: Emma Swan e Neal Cassidy

### Trama
Portland, Oregon, 11 anni prima. La 18enne Emma vive alla giornata commettendo piccoli furti. Un giorno Emma ruba un maggiolino giallo nel quale, però, trova un ragazzo addormentato che aveva rubato la macchina prima di lei, Neal Cassidy. I due diventano ben presto una coppia, vivendo di piccoli furti e continui spostamenti di città in città. Il loro desiderio è quello di trasferirsi in via definitiva a Tallahassee, ma vengono ostacolati dal FBI, che è sulle tracce di Neal per il furto di alcuni orologi in una gioielleria. Emma si offre di recuperare gli orologi nascosti da Neal alla stazione dei treni, così da rivenderli e finalmente cambiare vita. Mentre Neal si sta dirigendo all’appuntamento con Emma dopo che lei ha recuperato gli orologi, viene avvicinato da August, che ha ripreso a vegliare su Emma da lontano e che gli chiede di farsi da parte per permetterle di seguire il suo destino da Salvatrice, mostrandogli come prova qualcosa che gli fa capire che quello che dice è vero. Emma viene così arrestata dalla polizia e crede che Neal l’abbia incastrata e abbandonata. 2 mesi dopo, Neal ed August si rincontrano, e Neal gli chiede il favore di restituire ad Emma l’auto, dei soldi e un portachiavi con un cigno, August lo rassicura che gli farà sapere quando verrà spezzato il Sortilegio Oscuro. Emma riceve quanto lascatogli da Neal e, inoltre, scopre di essere incinta.
Storybrooke, presente. Henry ha un incubo ricorrente in cui sogna di essere intrappolato in una stanza rossa che va a fuoco con una figura femminile che lo fissa.
Foresta Incantata, presente. Emma, Mary Margaret, Mulan, Aurora e Uncino arrivano alla pianta di fagioli, ed Uncino racconta che alla fine di essa vi è la dimora dei Giganti, che da sempre hanno coltivato i fagioli magici, ma che molto tempo prima sono stati sterminati da uomini capitanati da un certo Jack, e la piantagione è stata devastata. Al massacro è sopravvissuto un Gigante, che naturalmente ora odia gli uomini, e che ha protetto l’arbusto con un incantesimo per tenerli lontani. Uncino ha con sé dei bracciali magici, presi a Cora, che permetteranno a lui e ad Emma di scalarla. Prima di salire su, Emma chiede in segreto a Mulan di abbattere la pianta se non avranno fatto ritorno entro 10 ore. Emma e Killian cominciano ad arrampicarsi, e il pirata sembra affascinato dalla ragazza, così i due, tra una battuta e l’altra, si conoscono meglio. Giunti in cima stordiscono il Gigante con la polvere magica di Mulan ed entrano a cercare la bussola magica. I due riescono a trovarla ma nel mentre il Gigante si risveglia e li attacca. Uncino rimane bloccato sotto un cumolo di macerie, ed Emma, con l’ingegno, riesce a catturare il Gigante nella sua stessa trappola. Parlando col Gigante, Emma comprende che non è cattivo, ma solamente molto solo e addolorato per essere l’ultimo della sua specie, tant’è che lo libera e lui la aiuta a trovare una via d’uscita. Emma salva poi Uncino, ma non fidandosi totalmente di lui, fa promettere al Gigante di tenerlo lassù per 10 ore, giusto per avere un po' di vantaggio su di lui. Nel frattempo, Aurora ha un incubo identico a quello avuto da Henry, in cui anch’essa intravede qualcuno che la sta osservando nella medesima stanza infuocata.
- Guest star: Eion Bailey (August Wayne Booth/Pinocchio), Sarah Bolger (Principessa Aurora), Jamie Chung (Mulan), Jorge Garcia (Gigante), Colin O'Donoghue (Killian Jones/Capitan Uncino), Michael Raymond-James (Neal Cassidy).
- Ascolti USA: telespettatori 10 150 000 – share 18-49 anni 8%[8]

## Figlia della luna
- Titolo originale: Child of the Moon
- Diretto da: Anthony Hemingway
- Scritto da: Ian Goldberg e Andrew Chambliss
- Antefatti riguardanti: Cappuccetto Rosso

### Trama
Foresta Incantata, passato. Biancaneve e Cappuccetto Rosso sono in fuga dalle guardie della Regina Cattiva, quando il manto magico della ragazza si strappa lievemente. Impaurita che non funzioni più e che il lupo possa prendere il sopravvento, Cappuccetto Rosso si separa da Biancaneve per la notte, e le due si danno appuntamento il mattino seguente nelle vicinanze del lago. L’indomani mattina Cappuccetto Rosso scopre che il mantello funziona ancora e, mentre sta andando al lago, incontra Quinn, un lupo mannaro come lei, che la porta in un nascondiglio abitato da una comunità di licantropi, il cui capobranco Anita è la madre naturale di Cappuccetto Rosso. Anita racconta che la Vedova Lucas le ha portato via Cappuccetto Rosso per non farle sapere della sua vera natura, ma adesso, Anita è disposta ad insegnare alla figlia il controllo sul suo lupo interiore. Cappuccetto Rosso impara come dominare il lupo dentro di lei e a non cedere al suo lato animale. Il giorno dopo Biancaneve la trova e capisce che l’amica vuole restare con i suoi simili e si appresta a salutarla quando sfortunatamente i soldati della Regina Cattiva, che l’hanno seguita, irrompono nel rifugio e nello scontro Quinn rimane ucciso. Anita accusa Biancaneve di essere la causa dell'imboscata, così la lega per sbranarla, ma Cappuccetto Rosso, nel tentativo di salvarla, finisce con il trafiggere mortalmente la madre: Cappuccetto Rosso ha scelto di essere sé stessa, non un’assassina come voleva Anita, e di stare dalla parte di Biancaneve, l’unica persona che l’abbia mai accettata completamente per quella che è.
Storybrooke, presente. Leroy e i Nani trovano un giacimento di diamanti nelle miniere, da cui si potrà estrarre la Polvere di Fata che sistemerà il cappello di Jefferson. Nel frattempo, si avvicina la prima luna piena dalla fine del Sortilegio Oscuro, e Ruby non sa se riuscirà a tenere il lupo sotto controllo dopo tutto questo tempo. Così per non correre il rischio di far del male a qualcuno si fa rinchiudere da Granny nel freezer per la notte. La mattina successiva Granny e David trovano la cella frigo distrutta e vuota, così si mettono alla ricerca di Ruby e la trovano nel bosco addormentata e priva dei ricordi della sera precedente. La paura di Ruby di aver fatto del male a qualcuno si rafforza nel momento in cui viene rinvenuto il cadavere tranciato a metà di un giovane, Billy (Gas Gas). Ruby decide di farsi imprigionare nella cella dello sceriffo, ma il commissario Spencer, che mira a minare l’autorità di David su Storybrooke, aizza i cittadini contro la ragazza, che, malgrado Belle tenti di dissuaderla, si consegna per avere la punizione che merita. David e Granny, che non si fidano si Spencer, continuano le indagini e trovano nella macchina dell'uomo il mantello di Ruby e l’accetta usata per uccidere Billy, capendo che l’omicida è il procuratore. I due corrono dai cittadini che stanno per far del male a Ruby ed raccontano loro quanto scoperto. David riesce a calmare una Ruby trasformata, ma intanto, Spencer brucia il cappello di Jefferson, così che David non possa più riportare a casa Emma e Mary Margaret. Nel mentre Henry è ancora perseguitato dagli incubi nella stanza infuocata, e Gold spiega che chiunque è stato vittima dell’Incantesimo del Sonno è in grado di connettersi con questo Mondo Oltreconfine di tormento, e gli dona una collana che lo aiuterà a padroneggiare i suoi sogni.
Foresta Incantata, presente. Aurora si sveglia di soprassalto, e dice ad Emma e Mary Margaret di essersi imbattuta in Henry nella dimensione onirica, lasciandole perplesse.
- Guest star: Lee Arenberg (Leroy/Brontolo), Sarah Bolger (Principessa Aurora), Alan Dale (Albert Spencer/Re George), Beverley Elliott (vedova "Granny" Lucas/Nonna), Annabeth Gish (Anita), Ben Hollingsworth (Quinn), Keegan Connor Tracy (Madre Superiora/Fata Turchina).
- Ascolti USA: telespettatori 8 750 000 – share 18-49 anni 7%[9]

## L'incantesimo del sonno
- Titolo originale: Into the Deep
- Diretto da: Ron Underwood
- Scritto da: Kalinda Vazquez e Daniel T. Thomsen
- Eventi riguardanti: Emma Swan, Mary Margaret Blanchard, la Principessa Aurora, Mulan e Cora
- Nota: l’episodio è interamente ambientato nel presente, e le azioni tra Storybrooke e la Foresta Incantata sono contemporanee.

### Trama
Presente. 10 ore dopo l’avventura sulla pianta di fagioli, Uncino viene liberato dal Gigante, come prestabilito con Emma, ma Cora, insoddisfatta per il mancato recupero della bussola, rompe il patto di collaborare per recarsi insieme a Storybrooke, e decide di andare avanti per conto proprio. La strega crea dunque un esercito di zombie con i corpi di coloro morti nella carneficina all'accampamento, e li manda a dare la caccia alle quattro ragazze. Nel frattempo, a Storybrooke, Henry riferisce a Regina e David dell’intenzione di Cora di raggiungere la città (dopo che Aurora glielo ha raccontato nel sogno), e Regina invita Gold a collaborare con loro per evitare che ciò accada. Gold suggerisce di riferire ad Aurora e alle altre di andare nella cella di Tremotino dove potranno trovare l’inchiostro paralizzante con cui immobilizzare Cora. Henry cerca di comunicarlo ad Aurora nella stanza rossa, ma mentre sta per farlo, la principessa viene svegliata da Mulan, che insieme ad Emma e Mary Margaret sta combattendo i morti viventi. Aurora viene purtroppo catturata, e Cora minaccia di ucciderla se non avrà in cambio la bussola. Sebbene Mulan voglia tener fede alla promessa fatta a Filippo di proteggere Aurora, Mary Margaret ha l’idea di addentrarsi nel Mondo Oltreconfine, da vittima dell’Incantesimo del Sonno quale è, per continuare lo scambio di informazioni con Henry, così, Mulan prepara la polvere stordente usata con il Gigante per farla addormentare. Contemporaneamente, David si punge il dito con un arcolaio per cadere nell’Incantesimo del Sonno ed andare nella stanza infuocata al posto di Henry, e, incontrata Mary Margaret, le comunica di recarsi nella prigione di Tremotino, ma scopre che, contrariamente a ciò che pensava, il Bacio del Vero Amore in sogno non funziona, così l’uomo è costretto a rimanere addormentato finché non tornerà Mary Margaret. Quando la donna riprende coscienza, scopre che Mulan è scappata con la bussola per lo scambio con Cora, ma prima che ci possa essere uno scontro fra Mary Margaret e Mulan, arriva Aurora, liberata da Uncino per provare la sua lealtà verso Emma. Le eroine, riunite, si mettono in marcia per la cella di Tremotino, ma sono all’oscuro del fatto che Uncino ha strappato il cuore ad Aurora per consegnarlo a Cora in modo da ricucire la loro alleanza, ed ora la ragazza è sotto il controllo della strega.
- Guest star: Sarah Bolger (Principessa Aurora), Jamie Chung (Mulan), Beverley Elliott (Nonna/vedova Lucas), Barbara Hershey (Cora), Colin O'Donoghue (Killian Jones/Capitan Uncino).
- Ascolti USA: telespettatori 8 820 000 – share 18-49 anni 7%[10]

## Regina di cuori
- Titolo originale: Queen of Hearts
- Diretto da: Ralph Hemecker
- Scritto da: Edward Kitsis e Adam Horowitz
- Antefatti riguardanti: la Regina Cattiva, Capitan Uncino e Cora/la Regina di Cuori
- Nota: le azioni al presente tra Storybrooke e la Foresta Incantata sono contemporanee.

### Trama
Foresta Incantata, passato. Nel castello della Regina Cattiva, Uncino si introduce nella cella in cui è rinchiusa Belle per ricavare notizie su come uccidere Tremotino, ma la ragazza non può aiutarlo, così, ritenendola inutile alla causa, il pirata vuole ucciderla. Interviene quindi Regina che garantisce ad Uncino di portarlo nel nuovo mondo, dove potrà vendicarsi di Tremotino senza problemi, a patto che lui prima uccida sua madre Cora, che è l’unica che Regina non intende portare con sé, e che vive dove fu bandita dalla figlia: il Paese delle Meraviglie. Regina spedisce lì Uncino con il cappello di Jefferson, il pirata viene condotto dalla Regina di Cuori, che in realtà è proprio Cora. Uncino tenta di strapparle il cuore, ma scopre che la strega non ha il cuore nel petto, così decide di cooperare con lei. I due fanno credere a Regina che la madre sia morta, in modo tale che Cora possa strapparle il cuore, ma ascoltando le parole d’amore della figlia, che, credendo sia morta, ringrazia la madre per averla fatta diventare ciò che è, i suoi piani cambiano: Cora protegge parte della Foresta Incantata dal Sortilegio con una barriera magica, così che questa rimarrà congelata nel tempo insieme agli altri abitanti della zona, compreso Uncino, fin quando la Salvatrice non spezzerà il Sortilegio Oscuro, ed allora Cora e Uncino raggiungeranno Storybrooke.
Presente. Emma, Mary Margaret, Mulan e Aurora arrivano nella cella di Tremotino, e trovano la boccetta d’inchiostro vuota ed una pergamena con inciso ripetutamente il nome di Emma. Aurora, sotto il controllo di Cora, rinchiude sè stessa e le compagne nella cella, così Cora ed Uncino, sopraggiunti, riescono a prendere la bussola. Nel frattempo, a Storybrooke, Regina e Gold sono preoccupati per l’imminente arrivo di Cora, pertanto assorbono i diamanti delle miniere e maledicono il pozzo collegato alla Foresta Incantata per uccidere chi cerchi di oltrepassare il portale, anche a costo di sacrificare Emma e Mary Margaret. Convinta di aver perso, Mary Margaret capisce che le scritte di Tremotino sono state fatte con l’inchiostro di Kraken, così, soffiandoci sopra, le sbarre si rompono e le ragazze ritornano libere. Aurora si fa legare per non essere d’intralcio alla missione, mentre Emma, Mary Margaret e Mulan corrono da Cora e Uncino, che hanno aperto un portale con le ceneri della teca mischiate alle acque rigenerate dalla strega del Lago di Nostos. Inizia uno scontro, che termina con la vittoria delle eroine, grazie alla forza di Emma che ha saputo contrastare la perfidia di Cora. Emma e Mary Margaret si lanciano nel portale con la bussola, mentre Mulan recupera il cuore di Aurora e torna indietro per salvarla, ed insieme, le due ragazze decidono di partire alla volta di un reame in cui risiedono le anime perdute per riportare in vita Filippo. Henry, Ruby, Leroy e i Nani scoprono i propositi di Regina e Gold, e il piccolo convince Regina ad avere speranza che Emma e Mary Margaret sconfiggeranno Cora, così, per dimostrare al figlio di voler davvero cambiare in meglio, la donna inverte l’incantesimo appena in tempo perché Emma e Mary Margaret attraversino il portale sane e salve. David viene risvegliato con il Bacio del Vero Amore da Mary Margaret, e mentre Regina viene ringraziata da Henry, ma ancora non si sente parte integrante della sua vita, si scorge all’orizzonte di Storybrooke una nave con a bordo Cora e Uncino, riusciti a produrre un passaggio facendo riacquistare magia ad un fagiolo pietrificato del Gigante con le acque del Lago di Nostos.
- Guest star: Lee Arenberg (Leroy/Brontolo), Sarah Bolger (Principessa Aurora), Jamie Chung (Mulan), Barbara Hershey (Cora/Regina Di Cuori), Colin O'Donoghue (Killian Jones/Capitan Uncino).
- Ascolti USA: telespettatori 9 100 000 – share 18-49 anni 8%[11]

## Il gioco del grillo
- Titolo originale: The Cricket Game
- Diretto da: Dean White
- Scritto da: David H. Goodman e Robert Hull
- Antefatti riguardanti: Biancaneve, il Principe Azzurro e la Regina Cattiva

### Trama
Foresta Incantata, passato. L’esercito di Re George è stato sconfitto dalle truppe di Biancaneve e del Principe Azzurro, e Regina cerca di sfruttare un’occasione per uccidere Biancaneve, ma finisce dritta in una trappola degli eroi, e la Fata Turchina la priva temporaneamente dei suoi poteri magici. La Regina Cattiva viene fatta prigioniera, e il regno torna nelle mani di Biancaneve e di James, il quale prende la decisione di condannare La Regina Cattiva in modo che non possa mai più far del male. Biancaneve, però, ferma l’esecuzione, poiché crede che nella fredda e crudele strega ci sia ancora da qualche parte la dolce e gentile ragazza che la salvò anni prima, e le concede quindi una possibilità di redenzione. Purtroppo, Regina la spreca cercando subito di assassinare Biancaneve, che ne esce indenne grazie ad un Incantesimo di Protezione precedentemente fatto da Tremotino, così seppur amareggiata, Biancaneve la esilia dal reame per sempre. Il giorno del matrimonio di Biancaneve e James, Tremotino si presenta da Regina, svelandole che l’Incantesimo di Protezione su Biancaneve è attivo solamente in quella terra, così, la donna prepara la carrozza per interrompere la cerimonia e lanciare la sua minaccia di scagliare presto il Sortilegio Oscuro.
Storybrooke, presente. Si festeggia il ritorno di Emma e Mary Margaret da Granny, e Henry, compiaciuto dalla sua volontà di cambiare, invita anche Regina, che però viene isolata dagli altri cittadini per la sua reputazione di Regina Cattiva. Regina scopre anche Archie ha divulgato il contenuto delle loro sedute, e si arrabbia furiosamente con lui. Intanto, Cora e Uncino sono approdati a Storybrooke, e rendono invisibile la Jolly Roger, la nave del pirata, in modo da non essere scoperti. Nonostante Uncino non veda l’ora di avere la tanto desiderata vendetta verso Tremotino, Cora lo convince a frenare i suoi istinti visto che il Signore Oscuro è ritornato in possesso della sua magia. Quella sera stessa, Cora, camuffatasi da Regina, entra nello studio di Archie e lo strangola a morte, in modo che la figlia venga accusata. Il giorno dopo, Emma e Ruby trovano il corpo di Archie, e Ruby dice di aver visto Regina recarsi dal dottore la sera precedente. Regina si professa innocente, e solamente Emma le crede, ma quando le indagini si spostano contro Gold, egli per difendersi ricorre ad un Acchiappasogni che estrae dalla mente di Pongo, il cane di Archie, dei ricordi dai quali la colpevolezza di Regina appare inequivocabile. Emma, delusa, deve arrestarla, e quando Regina capisce che per tutti lei rimarrà sempre e comunque la Regina Cattiva, scompare in una nuvola di fumo. Emma informa Henry su cosa ha fatto Regina, che, persa anche la fiducia del figlio, si ritrova senza niente. Soddisfatta per isolato da tutti Regina, in modo che la figlia sia ben disposta a perdonarla, Cora mostra ad Uncino che, nella stiva della Jolly Roger, c'è chiuso ed imbavagliato Archie, vivo e vegeto, che è per loro il mezzo perfetto per carpire i segreti degli abitanti di Storybrooke.
- Guest star: Lee Arenberg (Leroy/Brontolo), Beverley Elliott (Nonna/vedova Lucas), Barbara Hershey (Cora/Regina Di Cuori), Colin O'Donoghue (Killian Jones/Capitan Uncino), Tony Perez (Henry), Raphael Sbarge (Dr. Archibald "Archie" Hopper/Grillo parlante), Keegan Connor Tracy (Madre Superiora/Fata Turchina).
- Ascolti USA: telespettatori 9 100 000 – share 18-49 anni 8%[12]

## L'outsider
- Titolo originale: The Outsider
- Diretto da: David Solomon
- Scritto da: Andrew Chambliss e Ian Goldberg
- Antefatti riguardanti: Belle e Mulan

### Trama
Foresta Incantata, passato. Nella stessa taverna in cui si sono incontrati in precedenza, Sognolo sprona Belle ad aggregarsi ad una spedizione di avventurieri che è sulle orme di un mostro infuocato, lo Yao Guai. Belle viene tuttavia schernita dagli uomini della spedizione, così dà loro le indicazioni sbagliate per trovare la creatura e si avvia da sola a cercare il mostro. Lungo la strada, Belle incrocia Mulan, che sta difendendo il proprio villaggio dalle incursioni dello Yao Guai, e dopo un iniziale momento di tensione, le due decidono di unire le forze. Mulan viene però ferita alla gamba in seguito a una lotta contro dei cacciatori che stavano infastidendo Belle, così spetta a quest'ultima il compito di uccidere il mostro. Belle riesce a spegnere il fuoco dello Yao Guai con dell’acqua, ma sul punto di finirlo, si accorge che la creatura le sta chiedendo aiuto, per cui le getta addosso della Polvere di Fata donatale da Sognolo. Lo Yao Guai ridiventa umano, e si rivela essere il Principe Filippo, trasformato in bestia dalla strega Malefica per impedirgli di salvare Aurora dall’Incantesimo del Sonno. Per ringraziare Belle, Filippo si offre per far medicare Mulan, e i due decidono di unire le forze per salvare Aurora, mentre Belle prosegue da sola il suo viaggio, ma viene catturata dalla Regina Cattiva.
Storybrooke, presente. Gli abitanti sentono la nostalgia della Foresta Incantata, e adesso che Storybrooke è visibile anche ai forestieri, vogliono più che mai ritornare a casa. Intanto Gold testa su Spugna il controincantesimo per uscire da Storybrooke senza perdere la memoria, e il test funziona. Gold, allora, illustra a Belle la sua idea di abbandonare la città per un po' per ritrovare Baelfire, versando la sua pozione su di un mantellino appartenuto al figlio che servirà come protezione per oltrepassare il confine. Uncino estorce da Archie l'informazione sul profondo legame tra Gold e Belle, così attacca la ragazza in biblioteca per distrarre Gold e sottrargli indisturbato il mantello di Baelfire per tenerlo bloccato a Storybrooke. Furibondo, Gold tramuta Spugna in un topo, mentre Belle, determinata a riprendersi l’oggetto pacificamente, scopre la invisibile Jolly Roger, trova Archie e lo libera chiedendogli di raggiungere gli altri e svelare il trucco di Cora. Belle viene poi aggredita da Uncino, ma Gold la salva e recupera il mantello. Archie arriva da Emma raccontandole ciò che gli è capitato, e tutti capiscono di dovere delle scuse a Regina. Nel frattempo, Gold si appresta a lasciare Storybrooke, ma quando, sul confine, sta per salutare Belle, la ragazza viene colpita da un proiettile sparato da Uncino e cadendo oltre la linea del confine cittadino perde la memoria. Tremotino scaglia un incantesimo contro Uncino proprio mentre sopraggiunge un'auto dal mondo esterno che travolge Uncino finendo fuori strada.
- Guest star: Tony Amendola (Marco/Geppetto), Lee Arenberg (Leroy/Brontolo/Sognolo), Jamie Chung (Mulan), Beverley Elliott (vedova "Granny" Lucas/Nonna), Chris Gauthier (William "Spugna"), Julian Morris (Principe Filippo/Yao Guai), Colin O'Donoghue (Killian Jones/Capitan Uncino), Raphael Sbarge (Dr. Archibald "Archie" Hopper/Grillo parlante), Keegan Connor Tracy (Fata Turchina/Madre Superiora).
- Ascolti USA: telespettatori 8 240 000 – share 18-49 anni 7%[13]

## In nome del fratello
- Titolo originale: In the Name of the Brother
- Diretto da: Milan Cheylov
- Scritto da: Jane Espenson
- Antefatti riguardanti: il Dottor Victor Frankenstein/Dr. Whale

### Trama
Mondo in Bianco e Nero, passato. Il Dottor Victor Frankenstein sta studiando un modo per riportare in vita i defunti, ma il padre, un influente generale, non vede di buon occhio le sue strambe ricerche, e lo costringe ad andare al fronte come medico militare. Essendo i suoi esperimenti finanziati dal padre, Victor non ha scelta, finché non si palesa nel suo laboratorio Tremotino, il quale, molto interessato ai suoi studi, gli offre molto oro per finanziare le sue ricerche, e in cambio lo convince ad ingannare Regina per farsi consegnare un cuore magico proveniente dalla Foresta Incantata. Victor va quindi al cimitero per trafugare un cadavere per l’esperimento, ma suo fratello minore Gerhardt, eroe di guerra e orgoglio del padre, arriva a casa ferito e morente, così Victor usa il cuore destinato a Daniel sul fratello, resuscitandolo. Gerhard, però, manifesta dei danni collaterali dovuti al nuovo cuore e all'esperimento, e perde la ragione. Fuori di sè e violento Gerhard arriva ad uccidere il padre, e Victor comprende di aver non solo creato un mostro, ma di esserlo lui stesso per ciò che ha fatto. In un momento di lucidità, Gerhard prega Victor di ucciderlo per smettere di soffrire, ma il fratello non ce la fa, e gli promette di fare il possibile per salvarlo.
Storybrooke, presente. Belle, Uncino e il guidatore dell’auto vengono portati all’ospedale: Belle ha dimenticato ogni cosa, anche l’amore per Gold, che manda via spaventata e confusa; Uncino ha solo qualche ferita superficiale; mentre l’uomo misterioso, non è stato altrettanto fortunato, e necessita di un intervento urgente. Emma, Mary Margaret, David, Ruby e Leroy discutono sul da farsi, ed anche se lo sconosciuto potrebbe aver visto qualcosa di compromettente per la sicurezza della città, decidono di dare l’ok a Whale per cercare di salvare l'uomo. Whale, però, assalito dai ricordi e dai sensi di colpa per ciò che ha fatto a Gerhardt e a Daniel, è restio ad effettuare l'operazione, e fugge dall’ospedale. Ruby riesce a trovarlo prima che possa suicidarsi, e, sapendo a sua volta cosa significhi sentirsi un mostro, gli spiega che il Sortilegio Oscuro ha regalato a tutti loro una nuova chance staccata dai peccati del passato. Whale ringrazia Ruby, e ritorna in clinica, dove svolge con successo l’intervento. Intanto, Gold, dopo aver tentato inutilmente di far riemergere i ricordi di Belle, che addirittura distrugge la loro tazzina sbeccata, è pronto a partire per ritrovare Baelfire, che è riuscito a localizzare grazie ad un globo magico datogli da Cora come offerta di pace. Gold decide inoltre di riscuotere il debito che Emma ha nei suoi confronti per aver lasciato la figlia ad Ashley, pretendendo che la donna lo segua nel suo viaggio, e giura di uccidere tutti quanti se verrà torto un solo capello a Belle in sua assenza. Cora, nel mentre, si ricongiunge con Regina, che inizialmente non vuole sentire ragioni per il male che le ha causato per tutta la vita, ma alla fine inizia a fidarsi della madre. Emma poi interroga con discrezione lo straniero, di nome Greg Mendell, che dichiara di non aver visto nulla di strano prima dell'incidente e di voler solamente tornare a casa. I cittadini tirano un sospiro di sollievo, ma Greg ha mentito, perché poco dopo, chiama al cellulare un contatto, “Lei”, a cui dice di aver assistito all'uso della magia.
- Guest star: David Anders (Dottor Whale/Victor Frankenstein), Lee Arenberg (Leroy/Brontolo), Chad Michael Collins (Gerhardt Frankenstein), Ethan Embry (Greg Mendel), Barbara Hershey (Cora/Regina di Cuori), Gregory Itzin (Alphonse Frankenstein), Colin O'Donoghue (Killian Jones/Capitan Uncino).
- Ascolti USA: telespettatori 7 680 000 – share 18-49 anni 6%[14]

## Scricciolo
- Titolo originale: Tiny
- Diretto da: Guy Ferland
- Scritto da: Christine Boylan e Kalinda Vazquez
- Antefatti riguardanti: Anton/Scricciolo, il Principe James e Jack

### Trama
Foresta Incantata, passato. In cima alla pianta di fagioli, il gigante Anton è incuriosito dalle usanze del mondo umano, e per questo motivo viene preso in giro dai suoi fratelli, che gli appioppano il soprannome di “Scricciolo” data la sua "piccola" statura. Inoltre suo fratello maggiore lo mette in guardia sugli umani avvisandolo che sono una razza crudele. Deciso a provare ai fratelli che in realtà gli umani non sono cattivi, Anton si cala dalla pianta, e una notte, fa la conoscenza del corrotto Principe James, il gemello di David, e della sua fidanzata Jacqueline, detta Jack. I due appaiono premurosi ed amichevoli nei riguardi di Anton, a cui offrono un fungo magico del Paese delle Meraviglie che lo fa rimpicciolire alla statura media di un uomo, ma in realtà, vogliono solo sfruttare la sua ingenuità per farsi dire come raggiungere la pianta di fagioli. Così, una sera, l’esercito di James e Jack scala la pianta per derubare le ricchezze e i fagioli magici dei Giganti, che cadono uno ad uno, uccisi dalle spade avvelenate dei soldati, ma Anton, pentito, su richiesta di suo fratello Arlo, distrugge la prosperosa piantagione di fagioli per impedire agli uomini di prenderli. Jack viene uccisa da un Arlo morente e abbandonata al proprio destino da James, che riesce a scappare con le sacche piene di tesori. Arlo prima di esalare l’ultimo respiro, dona ad Anton il germoglio di un fagiolo magico che dovrà essere piantato nel luogo giusto al momento giusto. Ormai rimasto solo e senza più una famiglia, Anton si rende conto della crudeltà degli uomini.
Storybrooke, presente. Mary Margaret e David costringono Uncino a portarli sulla Jolly Roger, dove trovano un Anton rimpicciolito e rinchiuso in una gabbia. Alla vista di David, che scambia per il gemello James, Anton impazzisce di rabbia e giura di fargliela pagare per quanto ha commesso. Regina approfitta della situazione per ingigantire Anton con un fungo, e la sua furia si abbatte sulla cittadina, ma l’effetto dell’incantesimo svanisce proprio quando si apre una voragine in strada che rischia di ucciderlo. David e i cittadini soccorrono e salvano Anton, il quale capisce che forse non tutti gli uomini sono spietati come pensava. Riconoscente per averlo salvato, Anton propone di piantare la talea di fagioli per farne crescere degli altri e far ritornare nella Foresta Incantata gli abitanti di Storybrooke, ma l’unica a non gioirne è Mary Margaret, che non vuole separarsi di nuovo da Emma. Anton viene così accolto tra i Nani e riceve il suo piccone su cui compare il nome “Scricciolo”. Intanto, all’ospedale, Belle crede di essere una pazza per aver visto, la sera dell’incidente, Gold maneggiare una palla infuocata, ma Greg le confida di aver scorto anche lui la stessa cosa.
Utah, presente. Emma e Gold sono all’aeroporto in partenza per New York alla ricerca di Baelfire, con loro c'è anche Henry in quanto Emma aveva paura di lasciarlo in pericolo con Cora a Storybrooke. Prima di imbarcarsi, Gold si accorge che, al di fuori di Storybrooke, è un uomo normale senza poteri magici e che staccandosi dal mantello perderà la memoria.
- Guest star: Lee Arenberg (Leroy/Brontolo), Abraham Benrubi (Arlo il Gigante), Alan Dale (Re George), Beverley Elliott (Nonna/vedova Lucas), Ethan Embry (Greg Mendell), Cassidy Freeman (Jacqueline "Jack"), Jorge Garcia (Anton il gigante/Scricciolo), Colin O'Donoghue (Killian Jones/Capitan Uncino).
- Ascolti USA: telespettatori 7 080 000 – share 18-49 anni 5%[15]

## Manhattan
- Titolo originale: Manhattan
- Diretto da: Dean White
- Scritto da: Edward Kitsis e Adam Horowitz
- Antefatti riguardanti: Tremotino

### Trama
Foresta Incantata, passato. Tremotino, ancora un semplice filatore sposato con Milah, viene convocato per combattere alla Guerra degli Orchi, e ne è felice perché così può dare prova di non essere un codardo come suo padre. Al campo, Tremotino sorveglia un carro in cui è reclusa una giovane Veggente, la quale gli preannuncia che Milah aspetta un bambino, ma che le sue azioni porteranno inevitabilmente a lasciare il figlio orfano. Tremotino, inizialmente, non crede alle parole della Veggente, ma con l’avverarsi di alcuni altri presagi, diventa terrorizzato all’idea di morire in guerra senza poter nemmeno vedere il figlio, quindi decide di azzopparsi volontariamente la gamba così da potersi ritirare dal fronte. Rincasato, Tremotino viene trattato con freddezza e disprezzo da Milah, che intanto ha dato alla luce il piccolo Baelfire, perché il figlio dovrà crescere nell’ombra della codardia del padre. Tempo dopo, quando ormai Tremotino è il Signore Oscuro ed ha perso Baelfire, egli ritrova la Veggente e ammette che la sua profezia si è comunque realizzata. La Veggente gli profetizza dunque della creazione e della successiva rottura del Sortilegio Oscuro e di come poi troverà il figlio. Tremotino, in cambio della previsione, assorbe i suoi poteri per toglierle il peso di poter leggere il futuro, ma prima che muoia, la Veggente lo avverte di un bambino, che sarà causa sia del ricongiungimento con Baelfire, che della sua rovina. Tremotino, quindi, decide che dovrà uccidere questo bambino prima che egli lo rovini.
Storybrooke, presente. Regina, Cora ed Uncino approfittano della partenza di Emma e Gold da Storybrooke per cercare il Pugnale del Signore Oscuro così da comandarlo. Regina scopre che Gold ha nascosto nella biblioteca di Belle una mappa con la posizione del pugnale, che Cora vuole adoperare per uccidere Emma, Mary Margaret e David, in modo da far stare Henry con Regina. Greg, intanto, ha ripreso Regina utilizzare la magia, e invia il video a "Lei".
New York, presente. Emma, Gold ed Henry trovano l’appartamento di Baelfire, che però scappa, Emma lo segue e raggiungendolo scopre con grande stupore che il figlio di Gold è nientemeno che Neal, il padre biologico di Henry. Tremendamente arrabbiata con lui per averla lasciata in prigione, Emma esige delle spiegazioni, così Neal le dice dell’incontro con August, che lo convinse a dividersi da lei, per farle spezzare il Sortilegio Oscuro, mostrandogli una cosa: un pezzo di carta con su scritto “So che sei Baelfire”. Emma non perdona Neal, e vuole nascondere sia a lui che ad Henry la verità sul loro legame, ma poi tutti i segreti vengono a galla: Henry è adirato con Emma per avergli mentito sul padre; Neal è sconvolto dalla scoperta di avere un figlio ed è arrabbiato con suo padre; ed infine, Gold realizza che è proprio Henry il bambino speciale di cui parlava la Veggente.
- Guest star: Ethan Embry (Greg Mendell), Brighid Fleming (Veggente bambina), Barbara Hershey (Cora/Regina di Cuori), Shannon Lucio (Veggente adulta), Michael Raymond-James (Baelfire/Neal Cassidy), Rachel Shelley (Milah).
- Nota: Colin O'Donoghue, interprete di Capitan Killian Uncino Jones, entra a far parte del cast principale da questo episodio.
- Ascolti USA: telespettatori 7 610 000 – share 18-49 anni 6%[16]

## La regina è morta
- Titolo originale: The Queen Is Dead
- Diretto da: Gwyneth Horder-Payton
- Scritto da: Daniel T. Thomsen e David H. Goodman
- Antefatti riguardanti: Biancaneve

### Trama
Foresta Incantata, passato. Biancaneve è ancora una principessina che segue gli insegnamenti di sua madre, la buona Regina Eva. Quest’ultima, purtroppo, si ammala gravemente proprio durante i preparativi per il compleanno di Biancaneve, e la serva Johanna consiglia alla bambina di appellarsi alla Fata Turchina, che, a malincuore, assegna alla ragazzina una candela oscura, che sostituirà la vita di sua madre con un’altra. Biancaneve, benché sia tentata, non se la sente di compiere un gesto del genere, ed in lacrime racconta tutto alla madre, scusandosi per non essere riuscita a salvarla, ma Eva, anche se destinata a morire, è orgogliosa della figlia per non essersi arresa all’oscurità. Il funerale di Eva viene celebrato il giorno del compleanno di Biancaneve, ma al termine della cerimonia, nella sala vuota, giunge la Fata Turchina, che si rivela essere Cora sotto mentite spoglie. La donna gioisce della morte di Eva, provocata in verità da un veleno datole da Cora stessa. Dalle parole che la strega rivolge al cadavere della regina, risulta evidente che le due si conoscevano e che tra di loro in passato è successo qualcosa di spiacevole. Infine, Cora promette di rendere il cuore di Biancaneve nero come il carbone.
Storybrooke, presente. Mary Margaret non vuole festeggiare il suo compleanno perché coincide con la data della morte della madre. Mentre è a casa e David cerca di tirarla su riceve in regalo da Johanna la sua vecchia tiara, regalatele dalla madre prima di morire e le due donne si riuniscono felicemente. Durante una passeggiata con Johanna, Mary Margaret vede nella foresta Regina e Cora parlare della loro ricerca del Pugnale dell’Oscuro; corre quindi da David, svenuto dopo essere stato colpito da Killian, che ripreso il proprio uncino si è dileguato. I due si rivolgono alle fate per chiedere aiuto e Mary Margaret sembra essere incline ad usare contro Cora la candela offertale in passato, ma la Madre Superiora (la Fata Turchina) pare non sapere di cosa stia parlando. Subito dopo ricevono un messaggio di Emma e Gold che svela dove è nascosto il pugnale: nella torre dell’orologio di Storybrooke. Mary Margaret e David precedono Regina e Cora al nascondiglio, le quali, tuttavia, per avere l’oggetto, minacciano di stritolare il cuore di Johanna. Mary Margaret cede, e consegna il pugnale alle due, ma alla fine, Cora scaraventa la povera Johanna giù per il torrione, uccidendola. Una volta al sicuro, Regina ha la conferma che il salvataggio di Biancaneve, avvenuto dopo la scomparsa di Eva, era stato organizzato da Cora per farle incontrare Re Leopold. Capendo che le lezioni di Eva sul perseguire la strada dei buoni le hanno portato soltanto più sofferenza, Mary Margaret decide di cambiare e di voler uccidere Cora con le proprie mani.
New York, presente. Henry inizia a legarsi a Neal, quando all’improvviso appare Killian, che ferisce Gold con il suo uncino intriso di un letale veleno. Emma mette KO Uncino, e lo rinchiude in un magazzino, mentre Neal capisce che l’unica speranza per il padre è essere curato con la magia a Storybrooke, raggiungibile con l’invisibile Jolly Roger con cui è arrivato Uncino. Prima di salpare, però, Emma conosce Tamara, la fidanzata di Neal, e rimane sorpresa della cosa. 
- Guest star: Barbara Hershey (Cora/Regina di Cuori), Michael Raymond-James (Baelfire/Neal Cassidy), Sonequa Martin-Green (Tamara), Lesley Nicol (Johanna), Bailee Madison (giovane Biancaneve), Rena Sofer (regina Eva), Keegan Connor Tracy (Fata Turchina/Madre Superiora).
- Ascolti USA: telespettatori 7 390 000 – share 18-49 anni 6%[17]

## La figlia del mugnaio
- Titolo originale: The Miller's Daughter
- Diretto da: Ralph Hemecker
- Scritto da: Jane Espenson
- Antefatti riguardanti: Cora e Tremotino

### Trama
Foresta Incantata, passato. La giovane Cora è l’ambiziosa figlia di un povero mugnaio: la giovane viene umiliata dal sovrano del regno, re Xavier, e dalla sua ospite, l'arrogante e viziata principessa Eva, futura madre di Biancaneve. Durante un ballo a corte allestito per trovare una sposa al figlio di Xavier, il principe Henry, Cora, intrufolatasi per parteciparvi, viene riconosciuta dal re, e pur di non subirne le angherie, la ragazza afferma di saper trasformare la paglia in oro e di poter ristabilire le finanze del reame. Xavier la chiude quindi nella torre del castello con un arcolaio e della paglia per verificare se ciò che dice sia vero, altrimenti morirà. Mentre medita di gettarsi dalla finestra, Tremotino compare nella stanza e stipula con lei un accordo: lui le insegnerà a trasformare la paglia in oro, e lei gli darà in cambio il suo primogenito. Il giorno seguente, re Xavier, estasiato, concede la mano di Henry a Cora, ma la ragazza si è innamorata di Tremotino, il quale ricambia i sentimenti della giovane. I due pianificano di scappare insieme e di modificare il contratto per avere un figlio tutto loro. Cora, però, prima vuole vendicarsi ed uccidere Xavier, ma, all’ultimo momento, capendo che l'amore è una debolezza, come ripetuto da Xavier, Cora si strappa il cuore per non provare più sentimenti amorosi e, con le lacrime agli occhi, abbandona il Signore Oscuro. Mesi dopo, Cora partorisce una bambina, che chiama Regina, il cui nome auspica che questa, un giorno, diverrà una vera regina.
Storybrooke, presente. Emma, Gold, Henry e Neal attraccano a Storybrooke con la Jolly Roger, e mentre Gold viene scortato nel suo negozio, protetto da un incantesimo pronunciato da Emma, Cora nota che il nome di Tremotino sta sparendo dal pugnale, segno che l’uomo sta morendo, e decide di ucciderlo, così da assimilare i suoi poteri e diventare la nuova Signora Oscura. Gold manipola Mary Margaret al fine di spingerla ad usare la candela oscura per barattare la vita di Cora per la sua. Intanto che Emma, David e Neal combattono contro Regina e Cora, Mary Margaret entra nel covo di Regina ed applica la procedura della candela sul cuore di Cora, per poi indurre Regina, con l’imbroglio, a rimetterlo nel petto della madre in modo che possa amarla come lei ha sempre voluto. Dopo che Gold saluta Belle per telefono e viene perdonato da Neal per i loro trascorsi, Cora riesce ad avere la meglio, ma Regina, caduta nella trappola di Mary Margaret, arriva e le rimette il cuore nel petto. La maledizione di Mary Margaret fa effetto, e la donna muore tra le braccia di Regina mentre Gold si riprende.
- Guest star: Joaquim de Almeida (Re Xavier), Barbara Hershey (Cora/Regina di Cuori), Rose McGowan (giovane Cora), Michael Raymond-James (Baelfire/Neal Cassidy), Zak Santiago (Principe Henry da giovane).
- Ascolti USA: telespettatori 7 640 000 – share 18-49 anni 6%[18]

## Benvenuti a Storybrooke
- Titolo originale: Welcome to Storybrooke
- Diretto da: David M. Barrett
- Scritto da: Ian Goldberg e Andrew Chambliss
- Antefatti riguardanti: Regina Mills e Kurt ed Owen Flynn

### Trama
Maine, 1983. Il Sortilegio Oscuro si è da poco abbattuto, e da esso è nata la città di Storybrooke. Regina è al settimo cielo per aver finalmente ottenuto la propria vendetta e il proprio lieto fine, ma presto, la monotonia delle giornate comincia a stancarla, fino a quando non capitano in paese Kurt Flynn e il suo figlioletto Owen, che stavano campeggiando la notte in cui è apparsa Storybrooke, in cerca di un meccanico che ripari la loro auto, danneggiata da un’insolita tempesta. Nonostante all’inizio li veda come un pericolo, Regina col passare dei giorni si affeziona al bambino, e vorrebbe che i due restassero stabilmente a Storybrooke, ma Kurt declina l'offerta, e decide di ripartire con il figlio. Il giorno della partenza Kurt passa per l’ufficio del sindaco per ringraziarla dell’ospitalità, e sorprende Regina ordinare al cuore dello sceriffo Graham di arrestare l’uomo e di portarle Owen. Padre e figlio cercano di scappare via da Storybrooke, ma Graham riesce a raggiungerli e ad arrestare Kurt, che dice ad Owen di fuggire e chiedere aiuto. Il bambino, dopo aver rifiutato l’invito di Regina di trasferirsi da lei, abbandona la città e promette di ritrovare il padre, ma nessuno pare credere alla sua storia sulla misteriosa città.
Storybrooke, presente. Regina è accecata dalla vendetta per la morte di Cora provocata da Mary Margaret che, da parte sua, è caduta in una profonda depressione per quanto ha fatto. Regina decide di accaparrarsi l’amore di Henry con un incantesimo di Cora, tra i cui ingredienti è incluso il cuore della persona più odiata, cioè Mary Margaret, ma Gold, per sdebitarsi con la donna per avergli salvato la vita, glielo impedisce. Henry, così, accorgendosi che la magia ha distrutto la sua famiglia, è intenzionato ad eliminarla gettando della dinamite nel pozzo e cancellando il legame tra Storybrooke e la Foresta Incantata. Grazie ad una segnalazione di Greg, rilasciato dall’ospedale, Regina lo ferma, e, ricordando l’aneddoto con Owen, brucia il sortilegio d’amore, perché nessuno può essere forzato ad amare contro la propria volontà. Più tardi, Mary Margaret, sopraffatta dai sensi di colpa, va da Regina e la supplica Regina di ucciderla, la donna inizialmente accetta, strappandole il cuore, ma quando nota nell'organo una macchiolina di oscurità per l’assassinio di Cora, invece di stritolarglielo, glielo rimette a posto, condannandola a vivere per sempre con il suo rimorso. In lontananza, Greg registra la scena con il cellulare, e giura a sé stesso di ritrovare il padre: questo perché Greg è Owen Flynn cresciuto.
- Guest star: Tony Amendola (Marco/Geppetto), Jamie Dornan (sceriffo Graham Humbert/Cacciatore), Beverley Elliott (vedova "Granny" Lucas/Nonna), Ethan Embry (Greg Mendell/Owen Flynn), John Pyper-Ferguson (Kurt Flynn), Michael Raymond-James (Neal Cassidy/Baelfire), Raphael Sbarge (Dr. Archie Hopper/Grillo Parlante), Benjamin James Stockham (giovane Owen Flynn).
- Ascolti USA: telespettatori 7 450 000 – share 18-49 anni 6%[19]

## Impavido, sincero e altruista
- Titolo originale: Selfless, Brave and True
- Diretto da: Ralph Hemecker
- Scritto da: Robert Hull e Kalinda Vazquez
- Antefatti riguardanti: August Wayne Booth/Pinocchio, Tamara e il Dragone

### Trama
Phuket, Thailandia, 2011. Nel momento in cui Emma, alle 8:15, si stabilisce da Granny, dall'altra parte del mondo August, che si sta godendo la vita a Phuket, nota che sta tornando ad essere un burattino di legno. August corre a Hong Kong, dove ha scoperto c'è un potente stregone, chiamato il Dragone, che spera possa aiutarlo. Il guaritore, che conosce la sua vera identità, gli offre una cura magica, ma in cambio vuole un oggetto a lui caro e 10.000 dollari. August gli consegnato il filo che un tempo legava i suoi arti alla maniglia da marionetta che ora usa come ciondolo, ma non ha i soldi necessari, finché incontra per caso in un locale Tamara, la ragazza ha il cancro e, come lui, si è rivolta al Dragone per una cura. La ragazza ha già consegnato al Dragone il suo bene prezioso (una foto della nonna) e ora ha trovato anche i soldi necessari ed è pronta ad andare a ritirare la sua cura. August, disperato perché la sua gamba è ormai totalmente di legno, ruba alla ragazza il denaro, e riesce a pagare la fiala, ma Tamara, scoperto il furto, lo insegue e si prende la boccetta, dopodiché va dal Dragone e rivela di non aver mai avuto una malattia, e di aver cercato l'aiuto dell’uomo soltanto per avere la prova dell’esistenza della magia, poi uccide il Dragone con una pistola modificata e si riprende la foto. Qualche mese dopo a New York, August saluta Neal informandolo che sta andando a Storybrooke per aiutare Emma a ritrovare la fede e la speranza in modo di farle rompere il Sortilegio Oscuro, sperando che questo serva anche a farlo restare umano, e che a Sortilegio spezzato gli manderà una cartolina. Lasciato August, Neal si scontra, in modo apparentemente accidentale, con Tamara, che in realtà stava pedinando August, e che, con un pretesto, si avvicina all’ignaro Neal per diventarne amica, e presto fidanzata, ed attuare così il suo piano di distruzione della magia.
Storybrooke, presente. Mary Margaret, soffocata dalle attenzioni di un iperprotettivo David, cerca di farsi forza e si sfoga con arco e frecce nel bosco, dove rinviene un caravan in cui è nascosto August, ormai completamente di legno. Questa è la sua punizione per non aver mantenuto la promessa di badare ad Emma da bambina e prepararla al suo ruolo di Salvatrice, e chiede a Mary Margaret di non dire a nessuno della sua condizione, specialmente a suo padre. Mary Margaret, pensando che questa sia la sua occasione di espiazione, comunica tutto ad Emma e Marco (Geppetto), il quale ammette di aver fatto sì che Pinocchio si salvasse dal Sortilegio Oscuro fingendo che la teca incantata potesse trasportare solo una persona. Dapprima irata, Mary Margaret lo perdona, perché, al suo posto, avrebbe fatto la stessa cosa per il proprio figlio. Intanto, a Storybrooke arriva Tamara, invitata da Neal, che sollecitato da Emma, tenta di avvisarla sulle bizzarrie della città, ma la donna, credendo si tratti di un sotterfugio per mollarla, va via e fa sosta da Granny. Qui, origliando la conversazione tra Emma, Mary Margaret e Marco, Tamara raggiunge August e lo incita ad andare a New York per bere un po' della pozione del Dragone rimasta nel suo appartamento così da tornare ad essere umano. August accetta, ma durante il viaggio, scopre la foto della nonna di Tamara, la stessa che la ragazza aveva dato al Dragone, e capisce che fu lei ad uccidere lo stregone, così torna indietro per avvertire Emma e riscattarsi. August trova Tamara la quale però lo aggredisce col suo teaser modificato e scappa, il burattino gravemente ferito e morente viene raggiunto dagli altri e si spegne tra le braccia del papà Marco in lacrime, proprio mentre sta per dire a Emma di non fidarsi di Tamara. La Madre Superiora, visto che August è tornato ad essere impavido, sincero e altruista può farlo tornare umano, cosi August torna in vita nei panni di Pinocchio bambino. Pinocchio, purtroppo, non ricorda niente della sua vita adulta, e dunque non è in grado di smascherare Tamara, la quale assiste alla trasformazione e finge di credere nella magia. Nel frattempo, Regina, osservandolo in modo più approfondito capisce che Greg è Owen. L'uomo le ordina di dirgli che fine ha fatto suo padre Kurt, ma Regina dichiara di averlo lasciato libero poco dopo il suo allontanamento da Storybrooke. Greg, tornato nella sua stanza e ancora convinto che Kurt si trovi in città, apre la porta a Lei, con cui si scambia un bacio appassionato: la misteriosa donna non è altri che Tamara.
- Guest star: Tony Amendola (Geppetto/Marco), Eion Bailey (Pinocchio/August W. Booth), Ethan Embry (Owen Flynn/Greg Mendell), Tzi Ma (Il Dragone), Sonequa Martin-Green (Tamara), Michael Raymond-James (Baelfire/Neal Cassidy), Keegan Connor Tracy (Fata Turchina/Madre Superiora).
- Ascolti USA: telespettatori 7 380 000 – share 18-49 anni 6%[20]

## Lacey
- Titolo originale: Lacey
- Diretto da: Milan Cheylov
- Scritto da: Edward Kitsis e Adam Horowitz
- Antefatti riguardanti: Tremotino e Belle

### Trama
Foresta Incantata, passato. Belle è appena diventata la domestica di Tremotino, che la tratta con molta durezza. Un giorno, un ladro incappucciato e armato di arco, si intrufola furtivamente nel castello dell’Oscuro per rubare qualcosa, ma Tremotino lo coglie sul fatto e lo cattura per torturarlo. Impietosita dalle urla dell’uomo, Belle lo libera, sicura che avesse una buona motivazione per rubare, ma Tremotino è irremovibile, così si fa accompagnare da Belle alla ricerca del ladro. Dopo un breve colloquio con lo Sceriffo di Nottingham, Tremotino e Belle scoprono che il ladro si fa chiamare Robin Hood, ed è uno dei banditi più tallonati del posto, e che abita nella Foresta di Sherwood. Trovatolo i due si fermano a pochi metri da lui, Tremotino immobilizza Belle per non farla interferire e sta per colpirlo quando entrambi notano che Robin ha rubato una bacchetta magica al Signore Oscuro per guarire la moglie, malata e incinta. Belle cerca di fermare Tremotino e convincerlo a lasciare l'uomo libero, ma Tremotino scocca comunque la freccia con l’arco dello stesso Robin, mancando però il bersaglio, così i due innamorati possono scappare. Malgrado Tremotino ribadisca di aver sbagliato mira, Belle è consapevole che l’arco di Robin è incantato e che non sbaglia mai la mira, perciò l’Oscuro lo ha mancato di proposito. Tornati al palazzo Tremotino mostra a Belle una biblioteca costruita appositamente per la ragazza. Belle abbraccia Tremotino ringraziandolo, e rafforzando la sua convinzione che dietro la Bestia si nasconda l’uomo.
Storybrooke, presente. Gold sogna di uccidere Henry per sventare la profezia della Veggente, e si rivolge quindi a Belle, l'unica in grado di tirare fuori il suo lato migliore, per non soccombere all’oscurità. Belle non si ricorda di Gold, ma qualcosa in lei si sta riaccendendo, se non fosse che Regina, per vendicarsi dell’uomo per la sua corresponsabilità nella morte di Cora, trasmette alla ragazza una personalità e dei ricordi fasulli, facendo nascere la spregiudicata Lacey French. Gold prega David di aiutarlo a fare breccia nel cuore di Lacey, e riesce ad ottenere un appuntamento, che però finisce male. Con Lacey che, al contrario di Belle, è attratta dalla sua parte malvagia, Gold ricade presto nelle sue vecchie e violente abitudini, e se la prende con Keith (lo Sceriffo di Nottingham), un giovane con cui Lacey si stava intrattenendo. Nel frattempo, Mary Margaret e David mostrano ad Emma la rigogliosa piantagione di fagioli magici, coperta da un Incantesimo di Protezione, e anche Mary Margaret sembra favorevole a ritornare nella Foresta Incantata dopo l’incidente con Cora, ma Emma non è altrettanto entusiasta. Regina, intanto, è infastidita dalla presenza di Neal, e dopo un accenno di Emma, diviene sospettosa, e seguendo i nani scova la piantagione di fagioli. Greg e Tamara procedono con il loro piano, e la donna apre un camion dove è rinchiuso colui che dovrà fare il lavoro sporco per loro: Uncino, riportato a forza a Storybrooke da New York.
- Guest star: Lee Arenberg (Leroy/Brontolo), Beverley Elliott (Nonna/vedova Lucas), Ethan Embry (Owen Flynn/Greg Mendell), Jorge Garcia (Anton il gigante/Scricciolo), Sonequa Martin-Green (Tamara), Michael Raymond-James (Baelfire/Neal Cassidy), Tom Ellis (Robin Hood), Wil Traval (Sceriffo di Nottingham/Keith).
- Ascolti USA: telespettatori 7 370 000 – share 18-49 anni 6%[21]

## La regina cattiva
- Titolo originale: The Evil Queen
- Diretto da: Gwyneth Horder-Payton
- Scritto da: Jane Espenson e Christine Boylan
- Antefatti riguardanti: la Regina Cattiva

### Trama
Foresta Incantata, passato. Regina semina il panico tra i villaggi del regno per trovare Biancaneve ma, con sua immensa frustrazione, il popolo ama la principessa e non è disposto a tradirla. Grazie ad un incantesimo di Tremotino, Regina assume le fattezze di una mendicante per avere più informazioni su Biancaneve, ma in paese vede con i propri occhi l'odio che il popolo prova verso la Regina Cattiva e, per un equivoco, sta per essere giustiziata dai suoi stessi cavalieri. In suo soccorso arriva Biancaneve, la quale non può riconoscerla, e che la porta nel suo nascondiglio. Biancaneve parlando con lei le dice di credere che nella Regina Cattiva che tutti temono ci sia ancora la dolcezza della Regina che la salvò anni addietro, e ciò accende un piccolo barlume di rimorso nella donna; ma quando Regina pare essere convinta a riscattarsi, le due trovano un’intera cittadina rasa al suolo su ordine della Regina Cattiva, e, scioccata da tanta ferocia, Biancaneve ritira quanto detto, affermando che regina è totalmente cattiva. Dalle parole di Regina, Biancaneve intuisce del travestimento della matrigna, ma, non volendo ucciderla, la lascia scappare. Regina annulla l'incantesimo di Tremotino, ed ora, più spietata che mai, accetta il suo soprannome di Regina Cattiva.
Storybrooke, presente. Regina ascolta Mary Margaret e David parlare dell’imminente ritorno nella Foresta Incantata, e del piano di tenerla intrappolata nella cella di Tremotino. Regina, allora, progetta di utilizzare come misura estrema un dispositivo che annulli le conseguenze del Sortilegio Oscuro, e quindi causerà la distruzione totale di Storybrooke e dei suoi abitanti, mentre lei si metterà in salvo con Henry nel vecchio mondo grazie ai fagioli magici. Emma, intanto, scopre che Tamara è in possesso di una lista degli abitanti di Storybrooke con le rispettive controparti fiabesche e intuisce che è lei la persona da cui August cercava di metterli in guardia. Aiutata da Henry, Emma entra nel suo appartamento, ma non trova nulla di compromettente, anzi questo suo atteggiamento suscita in Neal il dubbio che la ragazza sia gelosa di Tamara. Mary Margaret, David e Leroy vanno a controllare la coltura dei fagioli, ma la trovano completamente distrutta da Regina, che ha però conservato una pianta nel suo ufficio. Nel frattempo, Uncino comunica a Regina la proposta che gli hanno fatto Greg e Tamara, ma lei lo assolda per scendere nei meandri di Storybrooke e recuperare l’innesco di distruzione, che ha la forma di un diamante nero. Mentre Regina prende l’oggetto dalla bara di Biancaneve, Uncino se la vede con la rediviva Malefica, e creduto spacciato, viene ritrovato sano e salvo in libreria. Il pirata ha ingannato Regina e, dopo averle messo al polso il bracciale di Cora che neutralizza i suoi poteri, la consegna a Greg e Tamara, senza che la donna possa difendersi. Greg e Tamara, così, rapiscono Regina.
- Guest star: Lee Arenberg (Leroy/Brontolo), Ethan Embry (Owen Flynn/Greg Mendell), Sonequa Martin-Green (Tamara), Michael Raymond-James (Baelfire/Neal Cassidy).
- Ascolti USA: telespettatori 7 160 000 – share 18-49 anni 6%[22]

## Seconda stella a destra
- Titolo originale: Second Star to the Right
- Diretto da: Ralph Hemecker
- Scritto da: Andrew Chambliss e Ian Goldberg
- Antefatti riguardanti: Baelfire, Wendy Darling e l'Ombra

### Trama
Londra, XIX secolo. Dopo essere precipitato nel portale dalla Foresta Incantata, Baelfire atterra a Londra, e 6 mesi più tardi, viene accolto da una nobile famiglia, i Darling. Baelfire lega molto con la primogenita, Wendy, affascinata dalla magia, la quale gli confida di essere spesso visitata da un’Ombra che la invita a seguirla sull’Isola che non c'è, un luogo dove il tempo scorre diversamente e i bambini sono svincolati dalle imposizioni degli adulti. Baelfire mette in guardia Wendy sulla pericolosità della magia, ma una notte la ragazzina non prende sul serio i suoi avvertimenti e parte con l’Ombra. Il mattino successivo, Wendy, rincasata e sconvolta, avvisa Baelfire che l’Ombra trattiene per l’eternità i bambini che arrivano sull’isola, e che le ha permesso di fuggire perché vuole uno dei suoi due fratellini. Baelfire, Wendy e i piccoli si preparano per il ritorno dell’Ombra, che quella sera ricompare per reclamare un maschietto, ma Bae si sacrifica per non lasciare che la magia distrugga un’altra famiglia come ha fatto con la sua. Wendy ringrazia Baelfire di tutto, e il giovane viene guidato fino all’Isola che non c’è, dove, prima di essere consegnato riesce a slegarsi dall’Ombra e a cadere in mare. Bae viene ripescato proprio dalla Jolly Roger di Capitan Uncino.
Storybrooke, presente. Emma, Mary Margaret e David notano la misteriosa sparizione di Regina, tenuta prigioniera da Greg e Tamara in un magazzino al porto, dove Greg la sta torturando con degli shock elettrici per farsi dire dove sia Kurt. Greg e Tamara, associati ad un’organizzazione segreta che ha l’obiettivo di eliminare la magia dalla Terra, rubano dall’ufficio del sindaco i fagioli magici rimanenti. I recenti avvenimenti accrescono i sospetti di Emma su Tamara e Neal decide di assecondare le indagini di Emma solo per dimostrarle che sbaglia. Intanto Mary Margaret e David si fanno dare da Gold una pozione che permette di scoprire la localizzazione di Regina. Lacey sente il discorso dei tre, e capisce così che la magia a Storybrooke è reale. Connettendosi con la mente di Regina, Mary Margaret riporta ad Emma i dati su ciò che ha visto, tramite i quali Emma capisce che Regina si trova al molo. Emma, Mary Margaret, David e Neal accorrono al magazzino e riescono a liberare Regina, ma in seguito ad una colluttazione tra Emma e Tamara, quest’ultima lancia un fagiolo che apre un varco e fugge. Neal, ferito da un colpo di pistola da Tamara, confessa ad Emma di amarla ancora prima di essere risucchiato nel portale. Regina viene curata al loft di Mary Margaret e la Madre Superiora le rende i suoi poteri, ma l’innesco di annullamento del Sortilegio Oscuro è finito nelle mani dei due malviventi. Mentre Greg scava il punto di sepoltura del padre Kurt, ucciso da Regina molti anni prima, Tamara gli comunica che, dalla centrale della loro società, è stato mandato un nuovo ordine: attivare il diamante e distruggere Storybrooke.
- Guest star: Andrew Airlie (George Darling), David Anders (Dr. Whale/Victor Frankenstein), Ethan Embry (Owen Flynn/Greg Mendell), Christopher Gauthier (William "Spugna"), Sonequa Martin-Green (Tamara), Michael Raymond-James (Baelfire/Neal Cassidy), Dylan Schmid (giovane Baelfire), Freya Tingley (Wendy Darling), Keegan Connor Tracy (Fata Turchina/Madre Superiora).
- Ascolti USA: telespettatori 7 500 000 – share 18-49 anni 6%[23]

## E poi dritto fino al mattino
- Titolo originale: And Straight On 'til Morning
- Diretto da: Dean White
- Scritto da: Edward Kitsis e Adam Horowitz
- Antefatti riguardanti: Capitan Uncino e Baelfire

### Trama
Isola che non c’è, passato. Nei mari circostanti l’isola, Baelfire viene salvato da Uncino e ospitato sulla Jolly Roger. Il capitano capisce che si tratta del figlio di Milah e del disprezzato Tremotino e decide di tenerlo con sé per amore di Milah, ma anche perché spera di ottenere qualche informazione per arrivare al Signore Oscuro e vendicarsi. Tuttavia non rivela il fatto di esser stato lui la causa della separazione  della sua famiglia. Col passar del tempo, Uncino si affeziona a Baelfire e gli insegna ad essere un vero uomo di mare, proteggendolo dai tenebrosi Bimbi Sperduti che abitano l’isola, e che sono al servizio di “lui”. Un giorno, Baelfire, trova sulla scrivania un ritratto di sua madre Milah, attacca Uncino per avergli nascosto la verità, e lo accusa di aver distrutto la sua famiglia e ucciso sua madre, per cui Killian gli racconta come sono andate davvero le cose, e che lui e Milah progettavano di tornare a prenderlo. Baelfire, nonostante tutto, rifiuta di stare ancora con lui sulla Jolly Roger, quindi viene venduto dal pirata ai Bimbi Sperduti. Sull’Isola che non c’è, Baelfire viene esaminato dagli inquietanti ragazzini che lo confrontano con un disegno del bambino desiderato da “lui”, ma non corrisponde: difatti, la bozza raffigura Henry Mills, e a cercarlo è proprio Peter Pan.
Storybrooke, presente. Greg e Tamara attivano il detonatore colpendolo con una picca dei Nani nelle miniere. Uncino, che inizialmente era dalla loro parte per avere la meglio su Tremotino, si tira indietro quando capisce che il diamante distruggerà Storybrooke, così va da Emma, Mary Margaret, David e Regina per aiutarli a trovare una soluzione. Intanto, Gold, devastato dalla presunta morte di Neal, decide di passare gli ultimi momenti con la Belle che giace in Lacey, e la risveglia con una pozione creata dalla Madre Superiora, che contiene un capello di August, il quale, insieme ad Emma, scampò al Sortilegio Oscuro, e pertanto è immune alla perdita di memoria. Nel frattempo, gli eroi decidono di salvarsi con uno dei fagioli magici presi da Greg e Tamara, perciò, mentre David e Uncino gliene rubano uno, Regina si sacrifica per gli abitanti, trattenendo la magia del diamante per dare il tempo agli altri di mettersi in salvo. Mary Margaret, non volendo lasciare indietro Regina nonostante il male che le ha arrecato, ha l’idea di lanciare il dispositivo nel portale, come fecero con lo Spettro Succhia-Anime, così che nessuno muoia. Purtroppo, il fagiolo viene rubato da Uncino, ed Emma, avendo in sé la Magia Bianca della Salvatrice, si unisce a Regina per assorbire l’energia del diamante, insieme riescono ad interrompere il processo di distruzione. L'innesco del diamante non era altro che un diversivo di Greg e Tamara per rapire Henry, con il quale fuggono aprendo un portale. Uncino, pentitosi delle proprie azioni e volenteroso di aiutare Emma a ritrovare Henry, rinuncia al fagiolo magico, e mette a disposizione la sua Jolly Roger per il viaggio che li attende. Con il suo globo incantato Gold scopre che Greg, Tamara e Henry sono arrivati sull’Isola che non c’è, e prima di partire con gli altri per salvare il nipote, incarica Belle di custodire al sicuro Storybrooke lanciando un Incantesimo di Protezione che terrà lontani i curiosi. Emma, Mary Margaret, David, Regina, Gold e Uncino si imbarcano dunque sulla Jolly Roger e attraversano il portale diretti verso l’Isola che non c’è.
Foresta Incantata, presente. Neal, sopravvissuto anche se ferito, è atterrato nella Foresta Incantata e, privo di sensi, viene trovato e curato dal resuscitato Principe Filippo, dalla Principessa Aurora e da Mulan.
- Guest star: Lee Arenberg (Leroy/Brontolo), Sarah Bolger (Principessa Aurora), Jamie Chung (Mulan), Beverley Elliott (Nonna/vedova Lucas), Ethan Embry (Owen Flynn/Greg Mendell), Christopher Gauthier (William "Spugna"), Sonequa Martin-Green (Tamara), Julian Morris (Principe Filippo), Michael Raymond-James (Baelfire/Neal Cassidy), Raphael Sbarge (Dr. Archibald "Archie" Hopper/Grillo parlante), Dylan Schmid (giovane Baelfire).
- Ascolti USA: telespettatori 7 330 000 – share 18-49 anni 7%[24]